# Sony Corporation of America
Pour les articles homonymes, voir Sony (homonymie).
La Sony Corporation of America (ou Sony USA) est la filiale américaine du géant de l'électronique japonais Sony. Son siège social est situé à New York.

## Divisions
- Sony Electronics USA Inc. (en)
- Sony Entertainment Inc. (en)
  - Sony Pictures Entertainment Inc.
    - Sony Pictures Entertainment Japan (en)
    - Sony Motion Pictures Group (en)
      - Sony Pictures Home Entertainment Inc. (en)
        - Sony Wonder (en)

      - Columbia Pictures
      - TriStar Pictures
      - Screen Gems

    - Sony Pictures Television Inc.

  - Sony Music Group
    - Sony Music Entertainment
    - Sony Music Publishing LLC
- Sony Interactive Entertainment LLC
- Sony DADC Inc. (en)
- Sony Mobile Communications Inc.